# Lucas 9

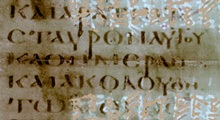
Lucas 9:23 en el Codex Nitriensis, escrito hacia el año 550 d.C.

Lucas 9 es el noveno capítulo del Evangelio de Lucas del Nuevo Testamento de la Biblia cristiana. Registra el envío de los doce discípulos, varios grandes milagros realizados por Jesús, la historia de su transfiguración, la confesión de Pedro y la salida final de Galilea hacia Jerusalén. El ministro escocés William Robertson Nicoll describe este capítulo como el despliegue de "diversos detalles que juntos forman las escenas finales del ministerio galileo". El libro que contiene este capítulo es anónimo, pero la tradición cristiana primitiva afirmó uniformemente que Lucas el Evangelista compuso este Evangelio así como los Hechos de los Apóstoles.

## Texto

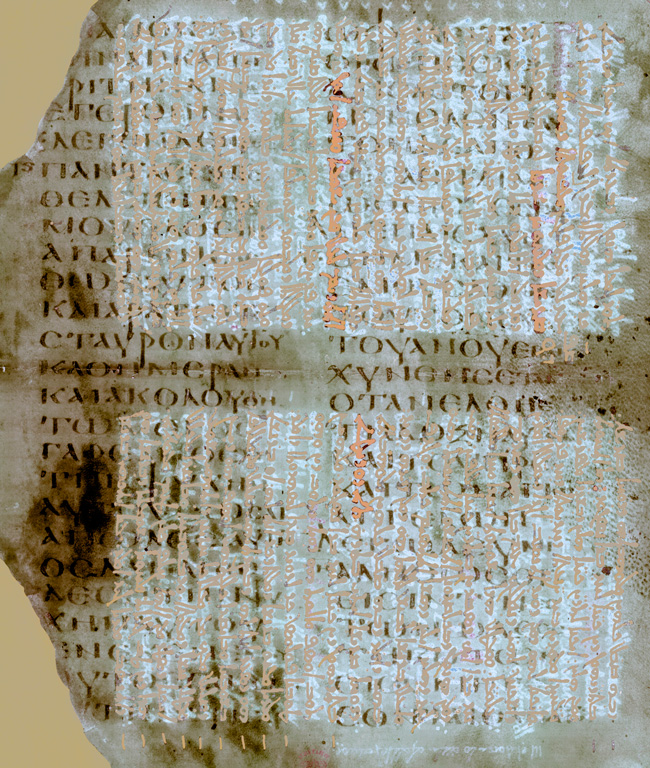
Lucas 9:22-33 en el subrayado del palimpsesto en el folio 20 recto en el Codex Nitriensis

El texto original estaba escrito en griego koiné. Este capítulo se divide en 62 Versículos. El texto hasta el versículo 50 es paralelo al contenido de los Evangelios de Mateo y Marcos, siendo probablemente Marcos la fuente común del material, pero a partir del versículo 51, en palabras de la Biblia de Jerusalén, "Lucas abandona a Marcos" y utiliza otro material hasta Lucas 18:14.

### Testigos textuales
Algunos manuscritos tempranos que contienen el texto de este capítulo son:
- Papiro 75 (175-225 d. C.)
- Papiro 45 (~250)
- Codex Vaticanus (325-350)
- Codex Sinaiticus (330-360)
- Codex Bezae (~400)
- Codex Washingtonianus (~400)
- Codex Alexandrinus (400-440)
- Codex Ephraemi Rescriptus (~450)

## Tiempo
El biblista estadounidense Henry Hampton Halley afirma que entre los Versículos 17 y 18 transcurren unos 8 meses.

## La misión de los doce (9:1-6)

### Versículo 1
Entonces [Jesucristo] llamó a sus doce discípulos, y les dio poder y autoridad sobre todos los demonios y para curar enfermedades.
La versión en siríaco (únicamente) dice "sus propios doce". F. W. Farrar señala que Jesús les confía tanto su poder (capacidad de actuar) como su autoridad (en griego: εξουσια, exousia, el derecho a actuar) sobre los demonios.

### Versículo 2
Los envió a predicar el reino de Dios y a curar a los enfermos.
En el relato paralelo del Evangelio de Marcos se les envía "de dos en dos".

### Versículo 3
Y les dijo: "No toméis nada para el camino, ni bastones, ni alforja, ni pan, ni dinero; y no tengáis dos túnicas cada uno.
Referencia cruzada: Mateo 10:10; Marcos 6:8Marcos6:9
- "Vuestro viaje": se refiere al recorrido por los pueblos y ciudades, donde fueron enviados a predicar el Evangelio.[7]
- "Ni bastones" (RV: "pentagramas"): La versión Vulgata latina y todas las versiones orientales ponen en número singular "ni bastón, ni vara, ni garrote"; y así estaba en una de las copias antiguas de Theodore Beza, pero en todas las demás en plural, como en Mateo; esta última debe ser la lectura verdadera, ya que se permitía un bastón, según (Marcos 6:8) aunque se prohibían más de uno.[7]
- "Ni bolsa" (KJV: "scrip"): algo para poner provisión en[7] (cf. Mateo 10:10).[12]
- "Ni dinero": Que no trajeran oro, plata o bronce, para comprar pan con ellos, porque debían obtener alimento, dondequiera que llegaran, se les daría como lo que les correspondía y la recompensa de su trabajo,[7]
- "Dos túnicas cada uno": La palabra "cada uno" se omite en un manuscrito y no se incluye en la Vulgata latina ni en las versiones orientales, que leen como en (Mateo 10:10) aunque la palabra expresa adecuada y claramente el sentido de la prohibición, que cada hombre no debe tener dos, ni tener muda de ropa.[12]

### Comentario
Los Apóstoles participaron y extendieron la misión de Cristo. En sus escritos, Lucas relata cómo Jesús, con gran poder y autoridad, proclamaba el Evangelio y sanaba a los enfermos. Este mismo poder y misión fueron otorgados por Jesús a los Doce Apóstoles, quienes los llevaron a cabo y luego los transmitieron a la Iglesia.

Cristo Jesús, nuestro Señor, durante su vida terrena, iba enseñando por sí mismo quién era Él, qué había
sido desde siempre, cuál era el designio del Padre que Él realizaba en el mundo, cuál ha de ser la conducta del hombre para que sea conforme con este mismo designio. Lo enseñaba unas veces abiertamente ante el pueblo, otras aparte a sus discípulos, principalmente a los doce que había elegido para que estuvieran junto a Él, y a los que había destinado como maestros de las naciones. (…) Los Apóstoles (…) dieron primero en Judea testimonio de la fe en Jesucristo e instituyeron allí iglesias, después fueron por el mundo para proclamar a las naciones la misma doctrina y la misma fe. De modo semejante, continuaron fundando iglesias en cada población, de manera que las demás iglesias fundadas posteriormente, para ser verdaderas iglesias, tomaron y siguen tomando de aquellas primeras iglesias el retoño de su fe y la semilla de su doctrina. Por esto también aquellas iglesias son consideradas apostólicas, en cuanto que son descendientes de las iglesias apostólicas. Es norma general que toda cosa debe ser referida a su origen. Y, por esto, toda la multitud de iglesias son una con aquella primera Iglesia fundada por los apóstoles, de la que proceden todas las otras.

## Herodes quiere ver a Jesús (9:7-9)

### Versículo 7
Y oyó Herodes el tetrarca todo lo que había hecho, y estaba perplejo, porque algunos decían que Juan había resucitado de los muertos...'
Herodes el Tetrarca era Herodes Antipas. Marcos 6:14 tiene las palabras más breves "Cuando Herodes oyó". En su comentario crítico, Heinrich Meyer sugiere que Lucas "evidentemente tenía a [Marcos] delante" y añadió "un objeto definido", a saber, "todo lo que fue hecho", con lo que se quiere decir, "lo que fue hecho por Jesús".

### Versículo 8
... y por unos que Elías había aparecido, y por otros que uno de los antiguos profetas había resucitado..
El profeta Elías del Antiguo Testamentose menciona cinco veces en este capítulo, aquí y en los versículos 19, 30, 33 y en algunos testigos, versículo 54.

### Versículo 9
Herodes dijo: "A Juan he decapitado, pero ¿quién es éste de quien oigo tales cosas?". Así que quiso verle.
Una "brillante recepción en la corte" podría haber esperado a Jesús, pero no se materializó.

### Comentario
La actividad de Jesús suscita una pregunta capital: «¿Quién es éste?». En el evangelio se señala que la gente no acertaba con la respuesta, que Herodes estaba perplejo, y que Pedro le confesó como Mesías. Pero también se anota que el motivo que impulsaba a Herodes era la mera curiosidad, mientras que Pedro hacía un auténtico acto de fe en el que comprometía su propia vida:

El pueblo puede dejar entrever la dimensión religiosa realmente excepcional de este rabbí que habla de manera fascinante, pero que no consigue encuadrarlo entre los hombres de Dios que marcaron la historia de Israel. En realidad, ¡Jesús es muy distinto! Es precisamente este ulterior grado de conocimiento, que atañe al nivel profundo de su persona, lo que él espera de los “suyos”. (…) Sólo la fe profesada por Pedro, y con él por la Iglesia de todos los tiempos, llega realmente al corazón, yendo a la profundidad del misterio.

## La alimentación de los 5000 (9:10-16)
.

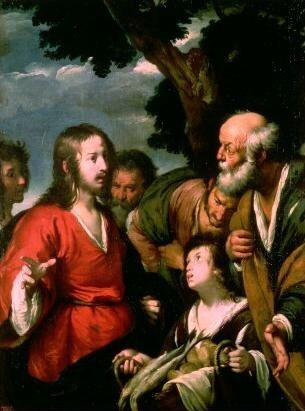
La alimentación de las multitudes por Bernardo Strozzi, principios del siglo XVII

Esta narración, también conocida como el "milagro de los cinco panes y los dos peces", registra que cinco panes y dos peces fueron utilizados por Jesús para alimentar a una multitud. (Versículos 10-17). Según la narración de Lucas, cuando los doce regresaron de su misión, Jesús se retiró con ellos en barca en privado a un lugar solitario cerca de Betsaida. Las multitudes lo siguieron a pie desde las ciudades. Cuando Jesús desembarcó y vio una gran multitud, tuvo compasión de ellos y curó a sus enfermos.
Al anochecer, los discípulos se le acercaron y le dijeron: "Éste es un lugar apartado, y ya se está haciendo tarde. Despide a la multitud, para que vayan a las aldeas y se compren algo de comida". Jesús dijo que no era necesario que se marcharan, por lo que los discípulos debían darles algo de comer. Ellos dijeron que sólo tenían cinco panes y dos peces, entonces Jesús les pidió que le trajeran lo que tenían. Jesús indicó a la gente que se sentara sobre la hierba. Tomando los cinco panes y los dos peces y mirando al cielo, dio gracias y partió los panes. Luego los dio a sus discípulos, y éstos a la gente. Todos comieron y se saciaron, y los discípulos recogieron doce cestos llenos de trozos que habían sobrado. El número de los que comieron fue de unos cinco mil hombres (otros evangelios añaden "además de las mujeres y los niños").

## Confesión de Pedro. (9:18-21)
Él les dijo: "Pero vosotros, ¿quién decís que soy yo?".
Pedro respondió y dijo: "El Cristo de Dios"
La respuesta de Pedro a la pregunta de Jesús se conoce a menudo como "la confesión de Pedro". El ministro presbiteriano Marvin Vincent señala que "cada evangelista da la confesión de Pedro de manera diferente".

### Comentario
Los tres evangelios sinópticos documentan la confesión de fe de Pedro, pero Lucas la presenta de manera más concisa que Mateo y Marcos. Una característica distintiva del evangelio de Lucas es que, mientras los otros mencionan que este evento ocurrió en Cesarea de Filipo, Lucas omite la localización geográfica y, en cambio, destaca la oración de Jesús en momentos cruciales de su ministerio. La prominencia de Pedro entre los Doce se reconoce de distintas maneras en los cuatro evangelios. Aunque Lucas no menciona el don del Primado de Pedro como lo hace Mateo, sí enfatiza la responsabilidad de Pedro sobre el Colegio apostólico en el relato de la Última Cena:

De todos se elige a Pedro, a quien se pone al frente de la misión universal de la Iglesia, de todos los apóstoles y de todos los Padres de la Iglesia; y, aunque en el pueblo de Dios hay muchos sacerdotes y muchos pastores, a todos los gobierna Pedro, aunque todos son regidos eminentemente por Cristo. La bondad divina ha concedido a este hombre una excelsa y admirable participación de su poder, y todo lo que tienen de común con Pedro los otros jerarcas les es concedido por medio de Pedro.

## Jesús predice su pasión y su gloria (9: 22-27)
Después de un momento de gloria, Jesús vuelve a insistir en su pasión y muerte. Sin embargo, los discípulos no comprenden sus palabras.:

Nadie se escandalice de ver tan imperfectos a los apóstoles. Todavía no se había consumado el misterio de la Cruz, todavía no se les había dado la gracia del Espíritu Santo.

A diferencia de otros momentos en que Jesús anuncia su destino, aquí se destaca únicamente la humillación y no la glorificación; se habla de la entrega del Señor en manos de los hombres, sin mencionar el triunfo de la resurrección. Esto subraya que el amor a la cruz es una forma de identificarse con Jesucristo, lo cual los santos han llamado la «ciencia» de la cruz.

«Pasar con Él por la muerte de cruz, crucificando como Él la propia naturaleza con una vida de mortificación y de renuncia, abandonándose en una crucifixión llena de dolor y que desembocará en la muerte como Dios disponga y permita. Cuanto más perfecta sea tal crucifixión activa y pasiva, tanto más intensa resultará su unión con el Crucificado y tanto más su participación en la vida divina.

## La transfiguración. (9: 28-36)
La Transfiguración es uno de los pocos episodios del evangelio que tiene una conexión cronológica con otro evento: ocurrió "unos ocho días después" ("seis días después", según Mateo y Marcos) de la confesión de Pedro. Además, hay una relación temática entre los dos episodios: lo que iba a "cumplirse en Jerusalén" es un camino hacia la gloria de Jesús; la cruz mencionada anteriormente no es el desenlace final, sino un paso hacia la glorificación:

Por un instante, Jesús muestra su gloria divina, confirmando así la confesión de Pedro. Muestra también que para “entrar en su gloria” es necesario pasar por la cruz en Jerusalén. Moisés y Elías habían visto la gloria de Dios en la Montaña; la Ley y los profetas habían anunciado los sufrimientos del Mesías. La Pasión de Jesús es la voluntad por excelencia del Padre: el Hijo actúa como Siervo de Dios. La nube indica la presencia del Espíritu Santo: “Apareció toda la Trinidad: el Padre en la voz, el Hijo en el hombre, el Espíritu en la nube luminosa.

## Curación de un muchacho lunático (9:37-43)
Los otros evangelistas han destacado la enseñanza de Jesús sobre la importancia de la fe y de la oración en relación con este milagro. Lucas, por su parte, se enfoca en la angustia del padre ante la situación de su único hijo y en la misericordia de Jesús, quien le devuelve a su hijo. Este milagro evoca la resurrección del hijo único de la viuda de Naín, quien también fue devuelto a su madre por Jesús. La reacción de los presentes es similar en ambos relatos: mientras antes glorificaban a Dios por "visitar a su pueblo", ahora se asombran ante la "grandeza de Dios". Jesús realiza estos milagros no para su propia gloria, sino para mostrar la misericordia de Dios.

En Cristo y por Cristo, se hace también particularmente visible Dios en su misericordia. (…) No sólo habla de ella y la explica usando semejanzas y parábolas, sino que además, y ante todo, Él mismo la encarna y personifica. Él mismo es, en cierto sentido, la misericordia.

## Humildad y tolerancia (9:46-50)
En contraste con el camino de entrega y sufrimiento que Jesús anticipa para sí mismo, estos dos episodios revelan las aspiraciones humanas de los Apóstoles. Jesús contrasta su ambición con la sencillez de un niño. La lección sobre la humildad y sencillez quedó profundamente grabada en los primeros cristianos.

Serás sencillo de corazón y rico de espíritu. (…) No te enaltecerás a ti mismo, sino que serás humilde en todo. No te arrogarás gloria. No concebirás una determinación perversa contra tu prójimo, ni infundirás a tu alma temeridad.

Después, Jesús corrige la actitud exclusivista e intolerante de los Apóstoles, invitándoles a tener un corazón grande, donde quepan todos:

Alégrate, si ves que otros trabajan en buenos apostolados. —Y pide, para ellos, gracia de Dios abundante y correspondencia a esa gracia. —Después, tú, a tu camino: persuádete de que no tienes otro. 

## Viaje a Jerusalén

### Versículo 51
Y aconteció que, cuando llegó el tiempo de ser recibido arriba, él fijó firmemente su rostro para ir a Jerusalén,'
La sección que va desde el Versículo 51 de este capítulo hasta 19:28 contiene un relato del "Ministerio pereano y posterior de Judea", que abarca el período entre la salida final de Jesús de Galilea y la última semana de su ministerio. Tuvo lugar en parte en Perea, y en parte en Judea. Perea, al este del Jordán, estaba bajo la jurisdicción de Herodes, mientras que Judea, al oeste del Jordán, estaba bajo la jurisdicción de Pilato.La Biblia de Jerusalén se refiere a esta larga sección como "El viaje a Jerusalén".  La referencia de Lucas a que Jesús fue "recibido arriba", o "llevado al cielo", utiliza la palabra en griego ἀναλήμψεως, analēmpseōs, que puede traducirse como "ascensión" (New American Standard Bible) o como "asunción" (Douay-Rheims 1899 American Edition). Esta palabra difiere de las usadas por Lucas en Lucas 24:51 y Hechos 1:9 para ascensión de Jesús a los cielos cuarenta días después de su resurrección. La Biblia de Jerusalén se refiere a la "asunción de Jesús", abarcando los últimos días de sufrimiento de Jesús y el comienzo de su gloria, y compara esto con la terminología "más teológica" del Juan de Jesús siendo glorificado (Juan 12:23 y en otros lugares).

### Versículo 52
Y envió mensajeros delante de sí; y fueron, y entraron en una aldea de los samaritanos, para prepararle.'
Nicoll señala que a veces se denomina "ministerio samaritano": inicialmente los discípulos de Jesús visitan una aldea samaritana (Lucas 9:52), donde no son bien recibidos, y continúan hacia "otra aldea", probablemente de vuelta en Galilea. Farrar planteó la posibilidad de que la aldea samaritana fuera En Gannim (Fuente de los Jardines), actualmente Yenín en el norte de Cisjordania, "la primera aldea a la que llegaría un viajero que tomara el camino de Galilea a Judea por el Monte Tabor".

### Versículos 56 y 57
En Lucas 9; 56-57, una persona anónima le dice a Jesús: "Te seguiré adondequiera que vayas". En alemán, se convirtió en el título de un himno "So nimm denn meine Hände" de Julie Hausmann, en el que se pide guía, y se utiliza a menudo en los funerales.

### Comentarios
Los tres evangelios sinópticos mencionan el viaje de Jesús desde Galilea a Jerusalén. Sin embargo, el relato de Lucas es mucho más detallado y extenso, abarcando casi diez capítulos y presentando numerosas enseñanzas de Jesús que no se encuentran en los otros evangelios. Entre estas se incluyen las parábolas del buen samaritano, del hijo pródigo, del fariseo y el publicano, así como la conversión de Zaqueo. Estos relatos destacan características propias del tercer evangelio: la misericordia de Dios, la universalidad de la salvación, y la alegría de la conversión. Al dedicar tanto espacio a este viaje, Lucas subraya gráficamente la importancia de Jerusalén en la historia de la salvación. Los comienzos de la actividad pública de Jesús tienen lugar en Galilea; luego, Jesús se dirige a Jerusalén pasando por Samaría, y en Jerusalén se consuma la salvación del hombre. En el segundo libro de Lucas, los Hechos de los Apóstoles, la narrativa sigue el camino inverso: la Iglesia nace en Jerusalén, se expande a Samaría, y llega hasta los confines de la tierra 